# Фатірмаска
Фатірмаска — таджицька калорійна страва зі шматочків фатіра (листкового коржика) та вершкового масла. Готують влітку переважно на півдні та у середній смузі Таджикистану. У деяких регіонах країни називається «чанголі».

## Приготування
Гарячий фатір укладають на дерев'яну чашу — табак, подрібнюють на шматки та змішують з пряженим вершковим маслом, роблячи вм'ятини дерев'яною ложкою. Зверху кладуть очищені від шкірки шматки дині або винограду.

## Особливості споживання
Страва вважається дуже калорійною та ситною, тому порція в 200—300 грамів є достатньою на 5 людей.
Саме з фатірмаскою пов'язана звичка таджиків їсти дині, кавуни та виноград з коржиками. Страва вважається ситною та дешевою особливо для мешканців сільських районів, де доходи родин є дуже низькими. Таджицькі цілителі рекомендують вживати фрукти та ягоди разом з цією стравою, щоб вберегтися від розладу кишечника.